# Элеватор (хирургический инструмент)

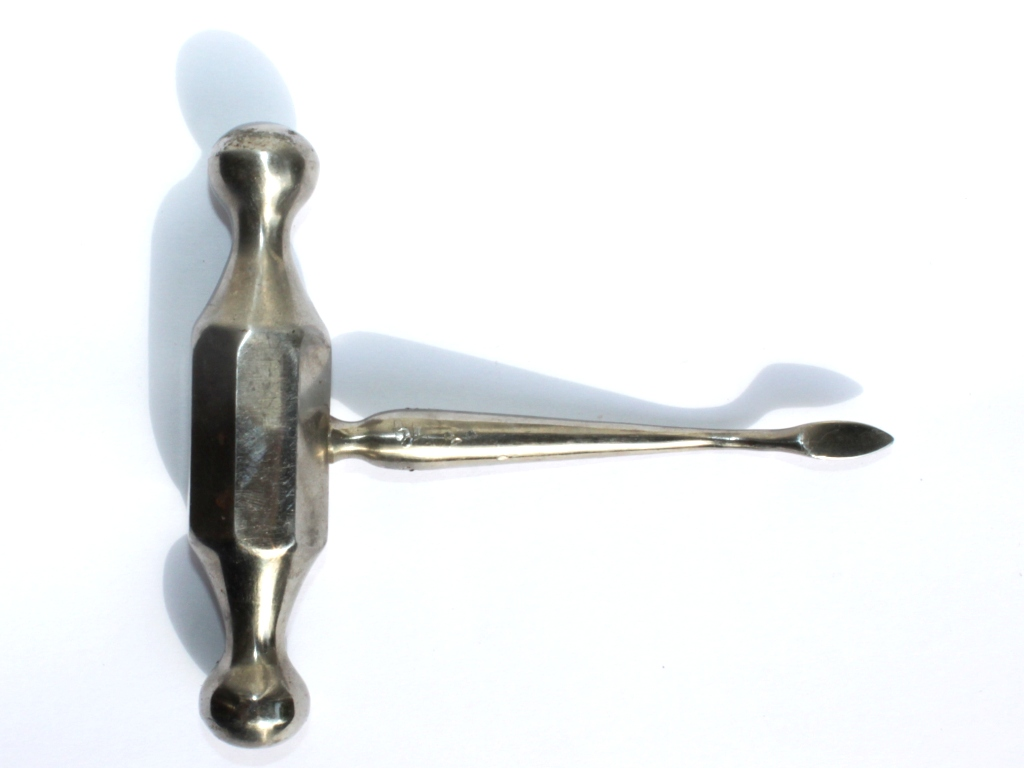
Элеватор Леклюза

Элеваторы — инструменты, используемые в челюстно-лицевой хирургии и стоматологии для удаления зубов и зубных корней или отделения их от зубных лунок.

## Описание
Элеватор состоит из массивной ручки, соединительного стержня и более узкой, заострённой, желобковатой рабочей части — щёчки. Наиболее распространены элеваторы прямой, угловой и штыковидный, хотя есть элеваторы и других конструкций:[стр. 206].
По типу конструкции выделяют:
- элеватор прямой имеет выпуклую, на конце округлённую ручку, более узкий соединительный стержень и желобковатую с одной стороны и выпуклую с другой щёчку[2]:[стр. 206]. Все три части расположены на одной прямой линии[3]:[стр. 130].
- элеватор штыковидный (также элеватор Леклюза) в конструкции своих частей (щёчки, стержня) схож с прямым элеватором, но ручка элеватора расположена перпендикулярно стержню[3]:[стр. 130].
- элеватор угловой (также элеватор боковой) схож с прямым элеватором, но рабочая часть (щёчка) изогнута по ребру и расположена под углом 120° к продольной оси[2]:[стр. 207].
- а также: элеватор надкостничный[4] и элеватор с двойным изгибом[5].

## Использование
Функции различных типов элеваторов несколько отличаются. Прямой элеватор предназначен для экстракции корней однокоренных зубов или разъединённых корней многокоренных зубов верхней челюсти, а также экстракции зубов, находящихся вне зубной дуги и, реже, — нижнечелюстного большого коренного зуба (3):[стр. 206—207].
Угловой элеватор предназначен для удаления корней зубов нижней челюсти. Предназначен для удаления большого коренного зуба (3):[стр. 207].

## Примечание
1. 1 2  Фролов В. В., Бейдик О. В., Анников В. В., Волков А. А. Всё о собаках. Стоматология собак. Москва: «Аквариум-Принт» — 2006, с. 77. ISBN 5-98435-581-7
2. 1 2 3 4 5  Хирургическая стоматология и челюстно-лицевая хирургия. Национальное руководство. Под редакцией Кулакова А. А., Робустовой Т.Г., Неробеева А. И. Издательская группа:ГЭОТАР-Медиа, 2010. 928 с. ISBN 978-5-9704-1701-0
3. 1 2  Тимофеев А. А. Основы челюстно-лицевой хирургии. Учебное пособие. 696 с. Москва:МИА, 2007. ISBN 5-89481-371-9
4. ↑  Oral and Maxillofacial Surgery Instruments Архивная копия от 19 июля 2014 на Wayback Machine.
5. ↑  Стоматология Архивная копия от 3 октября 2012 на Wayback Machine. Каталог стоматологических инструментов.